# Olkengraben
Der Olkengraben ist ein gut einen halben Kilometer langer orographisch linker Zufluss des Odenbaches im rheinland-pfälzischen Landkreis Kusel auf dem Gebiete der zur Verbandsgemeinde Lauterecken-Wolfstein gehörenden Ortsgemeinde Adenbach.

## Geographie

### Verlauf
Der Olkengraben entspringt im Naturraum Moschelhöhen des Nordpfälzer Berglandes auf einer Höhe von 234 m ü. NHN in einem Buschgehölz in der Flur Am Olkengraben knapp vierhundert Meter nordwestlich des zur Ortsgemeinde Adenbach gehörenden Wohnplatzes Brucherhof.
Er fließt zunächst in ostsüdöstlicher Richtung etwa einhundert Meter am Südrand des Gebüschkomplexes entlang und läuft dann begleitet von dichtem Gehölz durch Grünland. Er wechselt danach nach Südsüdosten. Etwas bachabwärts fließt ihm nördlich einer Magerweide auf seiner rechten Seite der nur selten Wasser führende Flößengraben zu. Der Olkengraben zieht nun am Nordrand des Weilers Brucherhof zunächst südostwärts dann ostwärts durch die Flur Hinter den Häusern.
Er unterquert noch die Landesstraße 382 und mündet schließlich in der Flur Die unteren Gärten etwa 100 Meter östlich von Brucherhof auf einer Höhe von etwa 170 m von links in den aus dem Süden kommenden Odenbach.

### Zuflüsse
- Flößengraben[5] (rechts), 0,8 km[6]

## Daten
Der Olkengraben entwässert über den Odenbach, den Glan, die Nahe und den Rhein in die Nordsee. Der Höhenunterschied von seiner Quelle bis zu seiner Mündung beträgt 64 m, was bei einer Lauflänge von ungefähr 600 m einem mittleren Sohlgefälle von etwa 107 ‰ entspricht.